# Chlorissa cloraria
Chlorissa cloraria is een vlinder uit de familie spanners (Geometridae). De wetenschappelijke naam is voor het eerst geldig gepubliceerd in 1813 door Hübner.
De soort komt voor in Europa. In België kwam de soort vroeger voor in de provincie Luik, maar er zijn geen recente waarnemingen bekend. In Nederland is de soort niet waargenomen.